# Giorgio di Reshaina

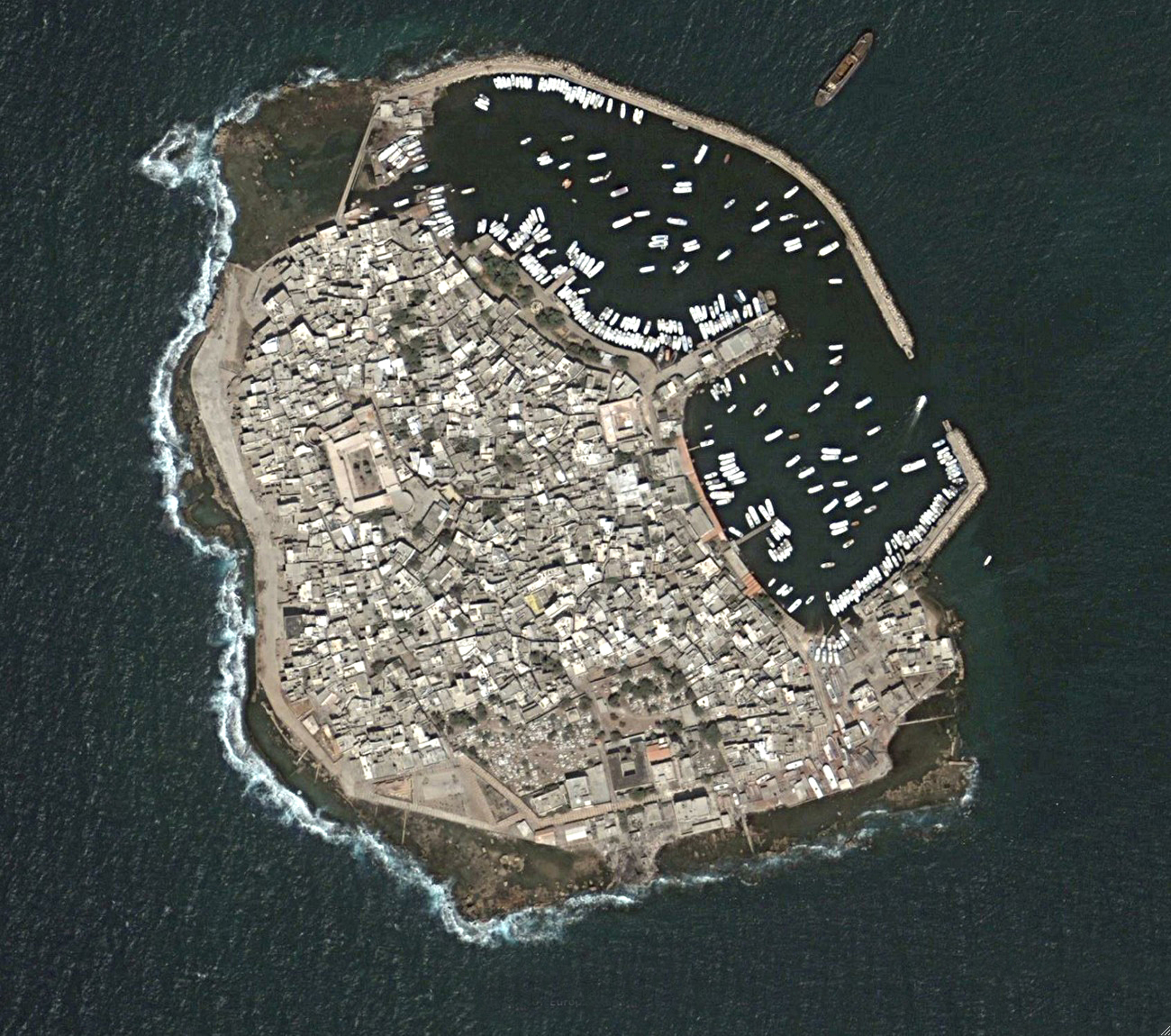
L'isola di Arado (Siria)

Giorgio di Reshaina (Rēš‛ainā) (fl. VII secolo) è stato uno scrittore siro.

## Biografia
Egli svolse l'attività di storico. Fu acerrimo nemico di Massimo il Confessore, il grande difensore dell'ortodossia contro il monotelismo; e contro di lui scrisse una biografia fortemente critica. Il libro fornisce anche uno sguardo sugli avvenimenti del periodo, caratterizzato tra l'altro dalla conquista islamica della Siria. 